# Mexicaphorura guerrerensis
Genre
Espèce
Mexicaphorura guerrerensis, unique représentant du genre Mexicaphorura, est une espèce de collemboles de la famille des Tullbergiidae.

## Distribution
Cette espèce est endémique du Guerrero au Mexique.

## Habitat
Cette espèce se rencontre sur le sable des plages.

## Description
Mexicaphorura guerrerensis mesure de 410 à 720 µm.

## Publication originale
- Palacios-Vargas & Catalán, 2013 : A new genus and species of Tullbergiidae (Collembola) from the Pacific Mexican coast. ZooKey, no 326, p. 91-97 (texte intégral).